# Bassarisc centreamericà
El bassarisc centreamericà {Bassariscus sumichrasti) és una de les dues espècies vivents de bassarisc, dins la família dels prociònids. Aquest bassarisc viu a Centre-amèrica, des del sud de Mèxic fins a Panamà. Té una llargada corporal de 38-47 cm, amb una cua de 39-53 cm i un pes de 0,8-1,5 kg.
Aquest tàxon fou anomenat en honor del naturalista suís Adrien Jean Louis François de Sumichrast.